# Brian Mackern
Brian Mackern (Mercedes, Uruguay, 5 de diciembre de 1962) es un artista uruguayo que ha desarrollado la mayor parte de su producción artística en el área de la Net.art y Sound art. 

## Biografía
Desde 1999 realiza trabajos como video-data jockey realizando experimentos musicales con proyecciones, datos y colaborando con artistas sonoros y musicales. 
Ha compuesto música para piezas de teatro, video, films y ha diseñado entornos sonoros para performances
Es docente en la Escuela de Bellas Artes, de la Universidad de la República.

## Labor por la preservación
Mackern también es conocido por su contribución a la preservación del net.art, medio artístico amenazado por la constante renovación o obsolescencia que amparan sus herramientas. Cabe mencionar, entre otros, no-content.net vintage collection (2003), la Máquina Podrida (1998-2004), la recopilación Netartistas Latinos y el comisariado para la exposición artef@ctos virtuales (2008) en el Museo Tamayo. En estos reacondiciona equipos obsoletos y recupera obras net para poder ser experimentados de nuevo.

## Premios
- Primer premio 50.º Salón Nacional de Artes Visuales Montevideo, Uruguay (2002)
- Primer premio 'Best Multimedia Author', XI Canarias Mediafest, Las Palmas de Gran Canaria, España (2004) por este trabajo,
- Premio 'Apoyo a la Producción artística' MAD03 Madrid, España,(2003) por este trabajo, entre otros.